# فیشر اسپورت
فیشر اسپورت (انگلیسی: Fischer) شرکت تجهیزات ورزشی اتریشی است، که در سال ۱۹۲۴ توسط جوزف فیشر تأسیس شد.